# TV Integração (Pará de Minas)
TV Integração (também conhecida por TVI Pará de Minas) é uma emissora de televisão brasileira sediada em Pará de Minas, região Central do estado de Minas Gerais. Opera no canal 51 UHF digital, é afiliada à Associação Mineira de Rádio e Televisão (AMIRT) e retransmite o sinal da Rede Minas e da TV Cultura. Por vários anos, foi conhecida por ser transmitida no canal 46 UHF analógico.
Foi inaugurada oficialmente no dia 23 de março de 1990, sendo pertencente à Fundação Educativa e Cultural José Alves Ferreira de Oliveira, uma empresa sem fins lucrativos. Foi a primeira TV educativa do interior de Minas Gerais e a segunda do interior do Brasil. Em sua primeira década havia a cobertura de 46 cidades, atualmente são 19 na região Central e Centro-Oeste de Minas Gerais.[carece de fontes?]

## História
Em período de testes, a TVI entrou no ar em setembro de 1989, lançada oficialmente em 23 de março de 1990 no canal 46 UHF, sendo a precursora da televisão regional no interior de Minas Gerais com jornalismo local diário e produção de notícias de inúmeras cidades do estado. Sua programação era composta de produções feitas pela Rede Minas—esta em parceria com a TVE (atual TV Brasil) e TV Cultura.
O primeiro programa a ser transmitido foi o jornalístico Tela Aberta, que apresentava entrevistas ao vivo no estúdio e posteriormente as matérias passaram a ser feitas nas ruas da cidade. Logo depois, o Tela Aberta foi substituído pelo Jornal Integração, no ar até hoje conferindo agilidade as notícias da cidade e região.
Em 2002, devido às dificuldades de se conseguir câmeras avançadas, a TVI comprou câmeras de vídeo digitais usadas do SBT, mais tarde, toda a ilha de edição também foi modernizada com equipamentos digitais. No mesmo ano, a emissora começou cobrir e transmitir ao vivo os shows ao vivo realizados no Parque de Exposições da cidade, principalmente a Festa do Frango e do Suíno e a Expô Pará. Devido força de contrato entre produtoras e artistas, as transmissões ao vivo foram canceladas em 2007, se limitando apenas na cobertura destes eventos e divulgação da mesma em um estande montado no local.[carece de fontes?]
Após a família Guimarães Ferreira deixar a administração do canal em 2012, o deputado Inácio Franco ocupou o cargo. Em 2014, por decisão da justiça, ele teve de afastar-se da função.
Em 3 de agosto de 2020 houve um novo reposicionamento da emissora com mudanças em sua identidade visual feitas pela empresa Duobrasil Comunicação. Em 20 de outubro de 2020, a TV Cultura anunciou uma parceria de afiliação com a emissora para transmissão de seus programas.
Em dezembro de 2022 foi autorizado pela Agência Nacional de Telecomunicações (ANATEL) a implementação do sinal digital do canal na numeração 51.
Um dia antes do desligamento do sinal analógico em Pará de Minas, em 30 de junho de 2025, o sinal da emissora foi interrompido.

## Programas

### Atuais
- Cultura Fogo e Sabor (2024- presente)
- Dedo de Prosa (2020- presente)
- Experiência de Deus - Pe. Manzotti
- Informativo TVI (2001-presente)
- Integração Esportes (2001- presente)
- Jornal Integração (1990-presente)
- Mensagem de Fé e Vida - Especial de Domingo
- Mensagem de Fé e Vida
- Nossas Gerais (2006- presente)
- Observações (2020-presente)
- Pod Chefes (2024-presente)
- Roda Viva (2023-presente)
- Rural Minas
- TVI Retrô (2022-presente)
- Voz da Igreja
- Voz e Vez[13]

### Antigos
- Caminhos (2011-2015)
- Conversa Aberta (2020-2023)
- Cidade vs. Cidade
- Fora do Mapa[14] (2000-2006)
- Informativo Mateus Leme (2009)
- Nossa Terra, Nossa Gente
- Opinião
- Radar (2003-2012)
- Se Liga (2006)
- Show Arco Íris (2002-2008)
- TVI nos Bairros (2012)
- Programa Mistura Fina (2012-2024)
- Tela Aberta (1989-1990)
- TVI Rural[15]
- Top Show (anteriormente Top Music) (2011)
- Tribal (2003-2004)[15]
- Troca de Ideias[14] (2013)

## Galeria

Primeiro logotipo da TVI (1990-????)
Segundo logotipo (????-2020)
Terceiro logotipo (2020-presente)